# Björk Digital
Björk Digital è una mostra "immersiva" in realtà virtuale sulla cantautrice islandese Björk, con video musicali in VR tratti dal suo ottavo album in studio, Vulnicura.
La mostra è stata inaugurata il 4 giugno 2016 al Carriageworks di Sydney in occasione del Vivid Sydney Festival e ha viaggiato per tutto il mondo, toccando le più grandi città del globo, fino al 13 marzo 2020, a Rio de Janeiro, venendo chiusa a causa della pandemia di COVID-19. Inizialmente annunciatA come una mostra itinerante dalla durata di soli diciotto mesi, la mostra è giunta nel 2020 al suo quarto anno.
Björk ha promosso la sua mostra itinerante con varie serate d'apertura di cui ha curato il DJ set e con un concerto intimo di anteprima e di soli violini alla Royal Albert Hall di Londra il 21 settembre 2016.
I contenuti in realtà virtuale della mostra vengono rilasciati come album - Vulnicura VR - il 6 settembre 2019 sui negozi digitali e solo compatibili con alcuni visori, mentre il rilascio per PlayStation viene annunciato per il Natale 2019.

## Tappe
| Date                                  | Città             | Nazione               | Luogo                                               |
| ------------------------------------- | ----------------- | --------------------- | --------------------------------------------------- |
| 4 giugno 2016 - 18 giugno 2016        | Sydney            | Australia             | Carriageworks                                       |
| 29 giugno 2016 - 18 luglio 2016       | Tokyo             | Giappone              | Miraikan                                            |
| 1 settembre 2016 - 23 ottobre 2016    | Londra            | Regno Unito           | Somerset House                                      |
| 15 ottobre 2016 - 12 novembre 2016    | Montréal          | Canada                | DHC/ART Fondation pour l'art contemporain           |
| 2 novembre 2016 - 30 dicembre 2016    | Reykjavík         | Islanda               | Harpa Concert Hall                                  |
| 16 dicembre 2016 - 18 dicembre 2016   | Houston           | Stati Uniti d'America | Barbara Jordan Post Office                          |
| 21 marzo 2017 - 7 maggio 2017         | Città del Messico | Messico               | Fotomuseo Cuatro Caminos (Grupo Sentido)            |
| 19 maggio 2017 - 4 giugno 2017        | Los Angeles       | Stati Uniti d'America | Magic Box at the Reef                               |
| 14 luglio 2017 - 24 settembre 2017    | Barcellona        | Spagna                | Centre de Cultura Contemporània de Barcelona (CCCB) |
| 19 settembre 2017 - 12 gennaio 2018   | Mosca             | Russia                | New Tretyakov Gallery                               |
| 20 settembre 2017 - 24 settembre 2017 | Buenos Aires      | Argentina             | Usina del Arte (Grupo Sentido)                      |
| 23 settembre 2017 - 8 ottobre 2017    | Bogotá            | Colombia              | Corferias (Grupo Sentido)                           |
| 3 ottobre 2017 - 31 ottobre 2017      | Poznań            | Polonia               | Stary Browar                                        |
| 22 marzo 2018 - 24 giugno 2018        | Città del Messico | Messico               | Centro Nacional de les Artes (Grupo Sentido)        |
| 18 giugno 2019 - 18 agosto 2019       | San Paolo         | Brasile               | Museu da Imagem e do Som                            |
| 3 dicembre 2019 - 9 febbraio 2020     | Brasilia          | Brasile               | CCBB Brasília                                       |
| 11 marzo 2020 - 13 marzo 2020         | Rio de Janeiro    | Brasile               | CCBB Rio de Janeiro                                 |